# Senovo (distrikt)
Senovo (bulgariska: Сеново) är ett distrikt i Bulgarien.   Det ligger i kommunen Obsjtina Vetovo och regionen Ruse, i den nordöstra delen av landet, 270 km öster om huvudstaden Sofia.
Trakten runt Senovo består till största delen av jordbruksmark. Runt Senovo är det ganska tätbefolkat, med 83 invånare per kvadratkilometer.